# Araquém Alcântara
Araquém Alcântara, de (Florianópolis, 16 de janeiro de 1951) é um fotógrafo de natureza no Brasil, sendo um dos mais renomados da atualidade.

## Vida
Natural de Florianópolis, mudou-se para São Paulo, onde fez o curso de jornalismo na USP. Ele morou grande parte da vida em Santos e hoje vive em São Paulo. É apontado pelos críticos como um dos precursores da fotografia de natureza no Brasil. Foi o primeiro fotógrafo a documentar todos os parques nacionais do Brasil.
Araquém prioriza a fotografia como expressão plástica e instrumento de transformação social. É considerado por muitos um dos mais combativos artistas brasileiros em defesa do patrimônio ambiental. Já atuou diversas vezes na linha de frente contra o desmatamento ilegal da Amazônia, retratando em suas fotos, todos os horrores da destruição deste bioma.
No ano de 2019, lançou uma obra dedicada a cultura e a memória do Brasil chamada Brasileiros.

## Trabalho
Entre 1987 e 1998, o fotógrafo percorreu todos os parques nacionais brasileiros, deste trabalho surgiu sua mais celebre obra, Terra Brasil (Editora Melhoramentos-1997) tornou-se o livro de fotografia mais vendido no Brasil nos últimos tempos, com mais de cem mil exemplares vendidos.
Produziu a capa do livro "Unknown Amazon" para o Museu Britânico em 2001 e fotos para a exposição de mesmo nome. É o primeiro fotógrafo brasileiro a produzir um trabalho inédito para a National Geographic, a edição especial de colecionador "Bichos do Brasil".
Entre suas principais obras estão os livros Terra Brasil de 1998, Pantanal, 2005, Mar de Dentro, 2006, Amazônia, 2013 e Jaguaretê em 2018.
No ano de 2019 lançou mais uma obra com sucesso de vendas online chamada Brasileiros. Uma coletânea de fotos do autêntico povo brasileiro tiradas durante os 50 anos de carreira do fotógrafo.

## Obras
Dedica-se desde 1970 à documentação do povo e da natureza brasileira. Da sua produção constam:
- 55 livros
- 22 livros em co-autoria
- 6 prêmios internacionais e 70 prêmios nacionais[5]
- 56 exposições individuais e 25 exposições coletivas
- inúmeros ensaios e reportagens para jornais e revistas do Brasil e exterior
- Curadoria de exposições e livros como o projeto de 2017 Mata Atlântica: O Massacre de Victor Chahin.

## Prêmios
- 1998 - Prêmio Abril de Jornalismo
- 2001 - Prêmio Abril de Jornalismo
- 2001 - Prêmio Von Martius oferecido pela Câmara de Comércio Brasil Alemanha na categoria natureza.
- 2006 - Prêmio Jabuti pelo livro Amazônia.